# Sofía Toro
Sofía Toro Prieto-Puga (La Coruña, 19 de agosto de 1990) es una deportista española que compite en vela en las clases Elliott 6m y 470. 
Participó en los Juegos Olímpicos de Londres 2012, obteniendo una medalla de oro en la clase Elliott 6m (junto con Támara Echegoyen y Ángela Pumariega). Ganó una medalla de oro en el Campeonato Mundial de Match Race de 2013 y una medalla de oro en el Campeonato Europeo de Elliott 6m de 2011.

## Trayectoria
Compitió en la modalidad de match race, donde formó equipo con la patrona, Támara Echegoyen, y con Ángela Pumariega, con quienes se proclamó campeona olímpica en los Juegos Olímpicos de Londres 2012, con barcos de la clase Elliott 6m. Además ha sido campeona de España en 2010 y 2011, así como campeona iberoamericana en 2010, campeona de Europa en 2011. y Campeona del Mundo 2013.
Después de los JJ. OO. de Londres 2012, la modalidad Match Race dejó de ser olímpica para los JJ. OO. de Río 2016, y Sofía Toro se integró en el Equipo Olímpico Español de Vela en la clase 470 femenina formando equipo con Laura Sarasola, pero no consiguió la clasificación olímpica, cambiando de tripulante en la siguiente olimpiada, en la que su compañera pasó a ser Ángela Pumariega. En 2017 ganaron el campeonato de España en 470 femenino.

## Palmarés internacional
| Juegos Olímpicos   | Juegos Olímpicos       | Juegos Olímpicos | Juegos Olímpicos |
| Año                | Lugar                  | Medalla          | Clase            |
| ------------------ | ---------------------- | ---------------- | ---------------- |
| 2012               | Londres ( Reino Unido) | Medalla de oro   | Elliott 6m       |
| Campeonato Europeo |                        |                  |                  |
| Año                | Lugar                  | Medalla          | Clase            |
| 2011               | Helsinki ( Finlandia)  | Medalla de oro   | Elliott 6m       |

| Campeonato Mundial | Campeonato Mundial     | Campeonato Mundial | Campeonato Mundial |
| Año                | Lugar                  | Medalla            | Clase              |
| ------------------ | ---------------------- | ------------------ | ------------------ |
| 2013               | Busan ( Corea del Sur) | Medalla de oro     | Match race         |

## Condecoraciones
| Distinción                                                 | Año  |
| ---------------------------------------------------------- | ---- |
| Premio Nacional del Deporte Deportista española revelación | 2012 |
| Medalla de Oro - Real Orden del Mérito Deportivo           | 2013 |